# Константинов, Костя
Костя Константинов (фр. Kostia Konstantinoff; 15 июня 1903, Одесса — 30 мая 1947, близ Порт-Депозит, штат Мэриленд, США) — французский пианист, дирижёр и композитор российского происхождения.
В 18-летнем возрасте бежал от советской власти в Константинополь, затем учился музыке в Берлине и Париже: в прижизненной газетной публикации утверждается, что он консультировался как пианист у Эгона Петри и изучал композицию у Фомы Гартмана (вероятно, в Парижской русской консерватории, где в дальнейшем преподавал фортепиано). В 1920-е годы выступал как аккомпаниатор с исполнителями русского романса и цыганской песни, затем работал дирижёром в действовавших в Париже русских оперных труппах. На протяжении 1930-х годов выступил с музыкой для ряда балетов и театральных постановок, в том числе в рамках Фестиваля русской музыки в Театре Елисейских Полей (1932) и парижских гастролей труппы Михаила Чехова (1931, музыка к трагедии «Гамлет»). В 1933 году дирижировал Симфоническим оркестром Парижа при исполнении своей симфонической поэмы «Стадион». С этого же времени началось сотрудничество Константинова с радиостанцией «Радио Париж». Возможно, что перед Второй мировой войной он преподавал музыку в Болгарии.
Во время германской оккупации Франции Константинов продолжал работать как дирижёр и редактор музыкального вещания на радиостанции «Радио Париж», подконтрольной режиму Виши. В 1941—1942 годы сотрудничал с дирижёром Шарлем Мюншем и его Оркестром концертного общества Парижской консерватории: 6 апреля 1941 года они впервые исполнили Концерт для фортепиано с оркестром Мити Никиша (при этом сообщается, что Никиш и Константинов были друзьями детства), к этому же времени относится их запись Первого концерта Чайковского. Как композитор Константинов в том же 1941 году написал оперу-буфф «Дон Филипп» на либретто графини Воронцовой, воспользовавшейся псевдонимом Барбара Никиш; оперу поставил в Театре Пигаль Жан Мейер с декорациями Александра Бенуа. Как дирижёр в том же 1941 году участвовал в постановке в одном из парижских театров оперы Модеста Мусоргского «Борис Годунов», постановщики Александр Санин и Мария Кузнецова, хореограф Борис Князев.
В послевоенное время Константинов гастролировал в Великобритании и Дании, в 1946 году выступил в Вене в качестве приглашённого дирижёра с австрийским Тонкюнстлероркестром, включив в программу, составленную из произведений французских композиторов, собственную пьесу «Русские образы». Затем он решил продолжить свою карьеру в США, однако почти сразу по прибытии в эту страну погиб в авиакатастрофе.